# 日本の森林生態地域の一覧
日本の森林生態地域の一覧（にほんのしんりんせいたいちいきのいちらん）は、日本に存在する森林エコリージョン（生態地域）の一覧である。
エコリージョンには森林の他に海洋、淡水などのいくつかの種類があるが、本項目では森林エコリージョンのみ扱う。

## 概要
日本は、地球上の生物地理区（エコゾーン）のうち旧北区（Palearctic） 、東洋区（Indomalaya）、およびオセアニア区（Oceania）が集まる地域である。そのため、日本国内には9つもの森林エコリージョンが存在し、各エコリージョンでは様々な動植物相や生物多様性が見られる。
本州・北海道・九州・四国及びその周辺の島々（トカラ列島悪石島以北）は、旧北区に含まれる。南西諸島のうちトカラ列島小宝島より南の地域は、東洋区に属する。小笠原諸島は、オセアニア区に属している。

## 森林エコリージョンの一覧

### 北海道落葉樹林
北海道の平野と低い丘陵地帯をカバーしている。様々な針葉樹やオーク、トネリコなどの樹木や、エトピリカ、オジロワシ、タンチョウ、シマフクロウ、キタキツネ、エゾヒグマなどの動物が見られる。

### 北海道山地針葉樹林
北海道のうち、大雪山、北見山地、日高山脈、根釧台地、天塩平野などが含まれる。気候は大半が亜寒帯湿潤気候に属する寒冷な地域で、中部山岳地帯では2000m以上でしか見られないハイマツも、この地域では800m前後の標高から見ることができる。また、エゾマツやトドマツが代表的な植物である。

### 本州高山針葉樹林
奥羽山脈や日本アルプスの高山、富士山、渡島半島の一部が属する。ホシガラス、イヌワシ、ライチョウ、エゾヒグマ、ツキノワグマ、ニホンジカなどが生息する。

### 太平洋常緑樹林
本州・四国・九州の太平洋側（主に関東地方以南、宮城県沿岸部なども含む）が属するエコリージョンで、広葉樹林と混交林が主に広がり、平野・丘陵・河川など様々な地形がみられる。ニホンジカやニホンザル、ミゾゴイやヤイロチョウなどが生息する。東京や大阪、名古屋などの大都市が属するのもこのエコリージョンである。

### 太平洋山地落葉樹林
日本アルプスや阿武隈高地、紀伊山地、四国山地が属する。代表的な樹木としてはブナが、代表的な動物としてはニホンカモシカ、ニホンジカ、イノシシがある。

### 日本海常緑樹林
山形県の庄内平野から島根県の出雲平野にかけての日本海側沿岸部、及び佐渡島と隠岐諸島に広がる。

### 日本海山地落葉樹林
渡島半島沿岸部、東北地方から北陸地方にかけての内陸・山地、中国山地の一部などが属する。ブナ林で知られる白神山地もこのエコリージョンに含まれる。

### 南西諸島亜熱帯常緑樹林
南西諸島の多くが属する。トカラ列島小宝島は、生物地理区の東洋区の北端にあたる。グンバイヒルガオ、オオバギ、モモタマナ、サキシマハマボウなどの本州では見られない植物や、リュウキュウカラスバト、ヤンバルクイナ、ノグチゲラの固有の鳥類などが見られる。また、日本で唯一マングローブが広がる地域でもあり、サキシマスオウノキやオヒルギなどの樹木が生育している。

### 小笠原亜熱帯湿潤森林
小笠原諸島・火山列島が属する。多くの固有種（アカガシラカラスバト、オガサワラシジミ、オガサワラトカゲなど）や希少な動植物が生息していることから、「東洋のガラパゴス」と呼ばれることもある。父島の一部と母島列島の極一部、兄島全体には、背丈が3～8m程度の比較的低い樹木（シマイスノキ、ヒメフトモモなど）によって構成された乾性低木林が広がる。